# Vía verde del Chicharra
La vía verde del Chicharra (en valenciano, Xixarra) es un camino que discurre por el itinerario de un antiguo tren con base en Villena (Alicante) y que circulaba entre Cieza (Murcia) y Muro de Alcoy (Alicante). La empresa propietaria era la Compañía de los Ferrocarriles Económicos de Villena a Alcoy y Yecla. El tren se conocía de forma abreviada como VAY.
Oficialmente, la vía verde es el trayecto de 15 kilómetros que va desde Las Virtudes hasta Biar (Alicante). En marzo del año 2021, el resto del recorrido no está acondicionado. Sin embargo, en la Región de Murcia, se están realizando las obras necesarias para acondicionar la traza hasta el límite con la Comunidad Valenciana.

## Historia

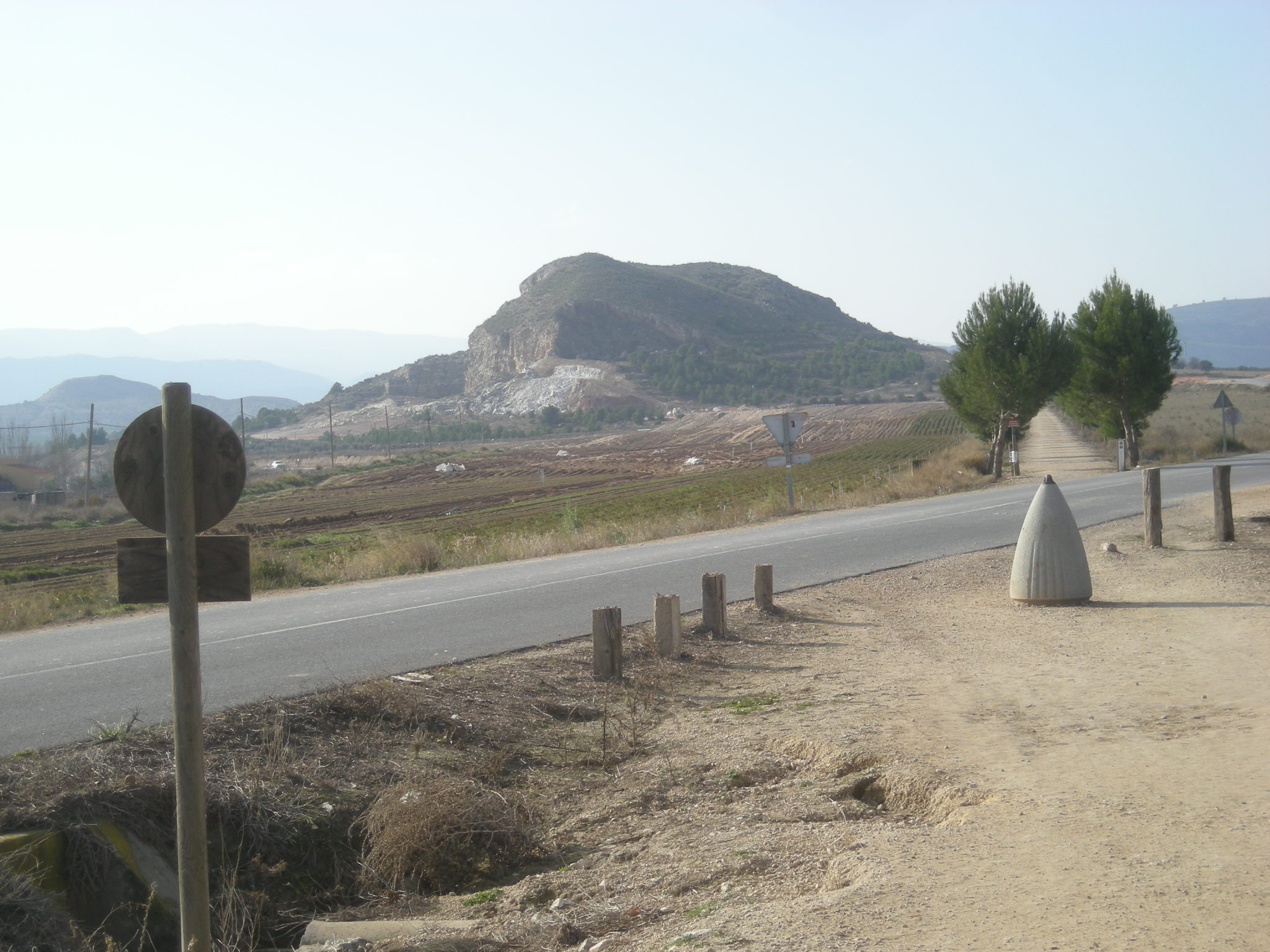
Vía verde del Chicharra, entre Villena y Las Virtudes.

A mediados del siglo XIX en Alcoy buscaban una forma rápida de exportar sus productos, principalmente de la industria textil y papelera, así como asegurar el suministro del carbón necesario para la maquinaria. Por ello, existieron diversos proyectos de trenes hacia las líneas de ferrocarriles principales y en dirección a la costa y sus puertos.
En el año 1882 se otorgó la concesión para construir y gestionar un ferrocarril de vía estrecha que conectaba Alcoy con Villena, más dos ramales que iban hasta Alcudia de Crespins por un extremo y Yecla por el otro. La iniciativa contaba con un primer proyecto de 1865, aunque no llegó a realizarse por completo.
La empresa concesionaria inauguró en el año 1884 su primer tramo entre Villena y Bañeres. Un año después, se amplió la ruta hasta Bocairente y en 1887 se completó el itinerario desde Villena hasta Yecla. En aquel momento, la ruta tenía su ramal sur finalizado y 31 km hechos en su ramal norte hacia Alcoy. 
Pese a lo anterior, la empresa sufrió graves problemas económicos en los años siguientes y en 1899 terminó perdiendo la concesión. Más tarde, ya en 1902, unos nuevos propietarios recuperaron esa concesión, modificando el servicio a prestar. Se abandonó la idea de llegar hasta Alcudia de Crespins, para enlazar con la línea a Valencia, y se decidió terminar la ruta en Muro de Alcoy. Allí se conectaba con la costa gracias a la línea Alcoy-Gandía, que se había puesto en marcha en el año 1893 y pasaba por la localidad. Con este propósito, en el año 1906 se inauguró el tramo Bocairente-Agres y en 1909 la vía llegó hasta Muro de Alcoy.
Por el ramal sur de la línea, se pensó en ampliar el servicio para añadir al negocio el transporte de vino. Así, en 1905 la ruta se amplió hasta Jumilla. Posteriormente, ya en 1921, el tren llegó hasta Cieza, aunque este último tramo era en arrendamiento a la empresa Ferrocarriles Secundarios del Sud de España.
Después de la guerra civil española, el tren VAY llegó a quedarse con los servicios Alcoy-Cieza y Villena-Gandía. La empresa fue librando todos los obstáculos en su devenir con dificultades económicas. Sin embargo, la merma en la contratación del transporte y la competencia creciente de la carretera, no ayudaron. En el año 1965 el ferrocarril pasó a gestionarse por Ferrocarriles Españoles de Vía Estrecha, Feve, la entidad creada a efectos de nacionalizar los trenes de vía estrecha. Tras un tiempo de supervivencia, el tren fue cerrado definitivamente el 1 de julio de 1969, y poco después se desmantelaron las vías y los puentes metálicos.
En el año 2004, la Diputación de Alicante empieza a ejecutar la obra de la vía verde, los 15 km de recorrido entre Las Virtudes y Biar.

## Recorrido
El sendero, dado que el trayecto hasta Alcoy se halla desaparecido en su mayor parte, se comienza en Cocentaina, en la rotonda de Alcudia. Se atraviesan unas naves industriales para internarse después en un campo de olivos y cañizares. En 4 km. se llega a Muro de Alcoy, en cuyo casco urbano se encuentra la antigua estación, continúa por un polígono industrial y se adentra en la umbría de la Sierra de Mariola. Esta es la parte más frondosa del recorrido, ya que el sendero está rodeado de pinos y carrascas. Se va ensanchando el valle según se acerca la estación de Agres, donde se hacían los transbordos de la línea Alcoy-Játiva. A la izquierda, arriba en la montaña, queda Agres, pero el sendero continúa hacia Alfafara, a unos 5 km. A partir de aquí, el espacio se va ensanchando camino de Bocairente, cuyo casco antiguo medieval es bien visible desde el camino. Allí, al haber desaparecido parte del trazado, hay que tomar la vía de servicio de la carretera CV-81 hasta las cercanías de Bañeres. La estación de esta población está en una ancha avenida, al lado de una antigua fábrica papelera. El sendero continúa, atravesando El Salse, hacia Benejama, cuya estación se halla algo apartada del casco urbano, al lado de una antigua industria licorera. El paisaje a partir de este punto se compone de campos de frutales, olvios y viñedos. Se sigue hasta Biar, donde se halla el puente más impresionante de todo el camino, de cuatro pilastras de piedra sobre un barranco agreste. Aquí el sendero coincide con un tramo del Camino de Santiago del Sureste. La siguiente población es Villena, a cuya estación, todavía en funcionamiento, se llega tras atravesar parte del casco urbano. Desde Villena, en la carretera CV-813, se retoma el antiguo trayecto del ferrocarril que continúa atravesando viñedos hacia Las Virtudes y desde allí continúa hasta Yecla, en cuya estación termina el sendero.